# Pablo Irrazábal
Pablo Irrazábal (Mercedes, 1819 — Mendoza, 1869) foi um militar uruguaio de larga carreira nas guerras civis da Argentina.